# Nákó Kálmán
Nagyszentmiklósi gróf Nákó Kálmán (Bécs, 1822. február 22. – Abbázia, 1902. december 30.) politikus, császári és királyi kamarás, 1887 és 1901 között a Képviselőház tagja, a Főrendiház örökös tagja, az Osztrák Vasúttársaság igazgató-tanácsosa, az Arankavidéki Belvízvéd- és levezetési Társulat elnöke, a nagyszentmiklósi Berta Közkórház alapítója.

## Élete
Nákó Sándor gróf (1785–1848) és Festetics Terézia grófnő (1787–1873) gyermeke. 1850-ben nevezték ki császári és királyi kamarásnak, majd 1861-től a főrendiház tagja. Ő építtette 1864-ben a nagyszentmiklósi családi kastélyt, ottani kiterjedt birtokain a környék egyik legkiválóbb gazdaságát hozta létre. Aktívabban csak neje 1882-es halála után kezdett politizálni, és bekapcsolódott Torontál vármegye közéletébe is. 1887-től Nagyszentmiklós országgyűlési képviselője is volt. Neje emlékére és nevével Nagyszentmiklóson kórházat, Porgányon 100 tanulót befogadni képes iskolát alapított. Az ő érdeme a torontáli Aranka csatornázótársulat megalakítása.

## Családja
1842. június 9-én nőül vette nemes bobdai Gyertyánffy Berta császári és királyi palotahölgyet, zongoraművészt, aki két gyermeket szült férjének:
- Malvina (1843–1863)
- Sándor (1846–1889) felesége: Wittenberg Szabina Erzsébet (1854-?)